# 西班牙男子冰球代表隊
西班牙男子冰球代表隊（西班牙語：Selección de hockey sobre hielo de España）是代表西班牙出戰的男子冰球國家隊。该队由西班牙冰上运动联合会管理。截至2020年4月，西班牙男子国家队在IIHF世界排名中排名第31位。西班牙男子冰球代表隊目前参加世界冰球錦標賽第二級组A组级别的比赛。

## 外部鏈接
- 官方网站
- IIHF profile （页面存档备份，存于）